# Конгерія Кусцера
Конгерія Кусцера (Congeria kusceri) — вид прісноводних двостулкових молюсків родини тригранкових (Dreissenidae).

## Поширення
Ендемік Динарського нагір'я. Поширений упечерах Словенії, Хорватії і Боснії та Герцеговині.

## Опис
Невеликий молюск, діаметром мушлі до 22 мм, з невеликими круглими раковинами і блідою м'якоттю. Його морфологія за мільйони років майже не змінилася. Але, як і багато інших печерних тварин, Congeria kusceri пристосувалася до середовища, в якому вона живе, включаючи альбінізм, втрату зору (інші двостулкові мають світлочутливі органи) і довголіття — він може досягати 40 років, можливо, навіть старше. Незважаючи на ці характеристики, Congeria kusceri тісно споріднена з багатьма поверхневими мідіями. Порівнюючи його з близькими родичами, можна дізнатися більше про пристосованість виду до печерного середовища, включаючи будь-яку генетичну еволюцію.

## Спосіб життя
Мешкає у прісних джерелах карстових печерних систем. Він живе у вигляді скупчень раковин, прикріплених до стін печери, при цьому вода має відносно постійну температуру 9 °C, і скупчення не піддаються впливу сонячного світла. Ці печери доступні лише в літні періоди, коли після періодів без дощів рівень води в печерах падає, відкриваючи доступ. Вважається, що це падіння рівня води є тригером для розмноження, коли сперматозоїди викидаються у воду, а потім, ймовірно, «вдихаються» самками з води. Яйця виношуються усередині і випускаються у вигляді личинок з коротким планктонним життям.